# Bentayou-Sérée
Pour les articles homonymes, voir Bentayou et Sérée.
Bentayou-Sérée (prononcé [bɛ̃taju seʁe]) est une commune française, située dans le département des Pyrénées-Atlantiques en région Nouvelle-Aquitaine.

## Géographie

### Localisation
La commune de Bentayou-Sérée se trouve dans le département des Pyrénées-Atlantiques, en région Nouvelle-Aquitaine.
Elle se situe à 32 km par la route de Pau, préfecture du département, et à 20 km de Morlaàs, bureau centralisateur du canton du Pays de Morlaàs et du Montanérès dont dépend la commune depuis 2015 pour les élections départementales. 
La commune fait en outre partie du bassin de vie de Lembeye.
Les communes les plus proches sont : 
Maure (1,4 km), Lucarré (2,0 km), Castéra-Loubix (2,7 km), Luc-Armau (3,1 km), Lamayou (3,3 km), Momy (3,5 km), Pontiacq-Viellepinte (3,8 km), Villenave-près-Béarn (3,9 km).
Sur le plan historique et culturel, Bentayou-Sérée fait partie de la province du Béarn, qui fut également un État et qui présente une unité historique et culturelle à laquelle s’oppose une diversité frappante de paysages au relief tourmenté.

### Communes limitrophes
Les communes limitrophes sont  Castéra-Loubix, Lamayou, Luc-Armau, Lucarré, Maure, Momy, Pontiacq-Viellepinte et Vidouze.
| Lucarré | Luc-Armau            | Vidouze (Hautes-Pyrénées) |
| Momy    | Bentayou-Sérée       | Castéra-Loubix            |
| Maure   | Pontiacq-Viellepinte | Lamayou                   |

### Hydrographie

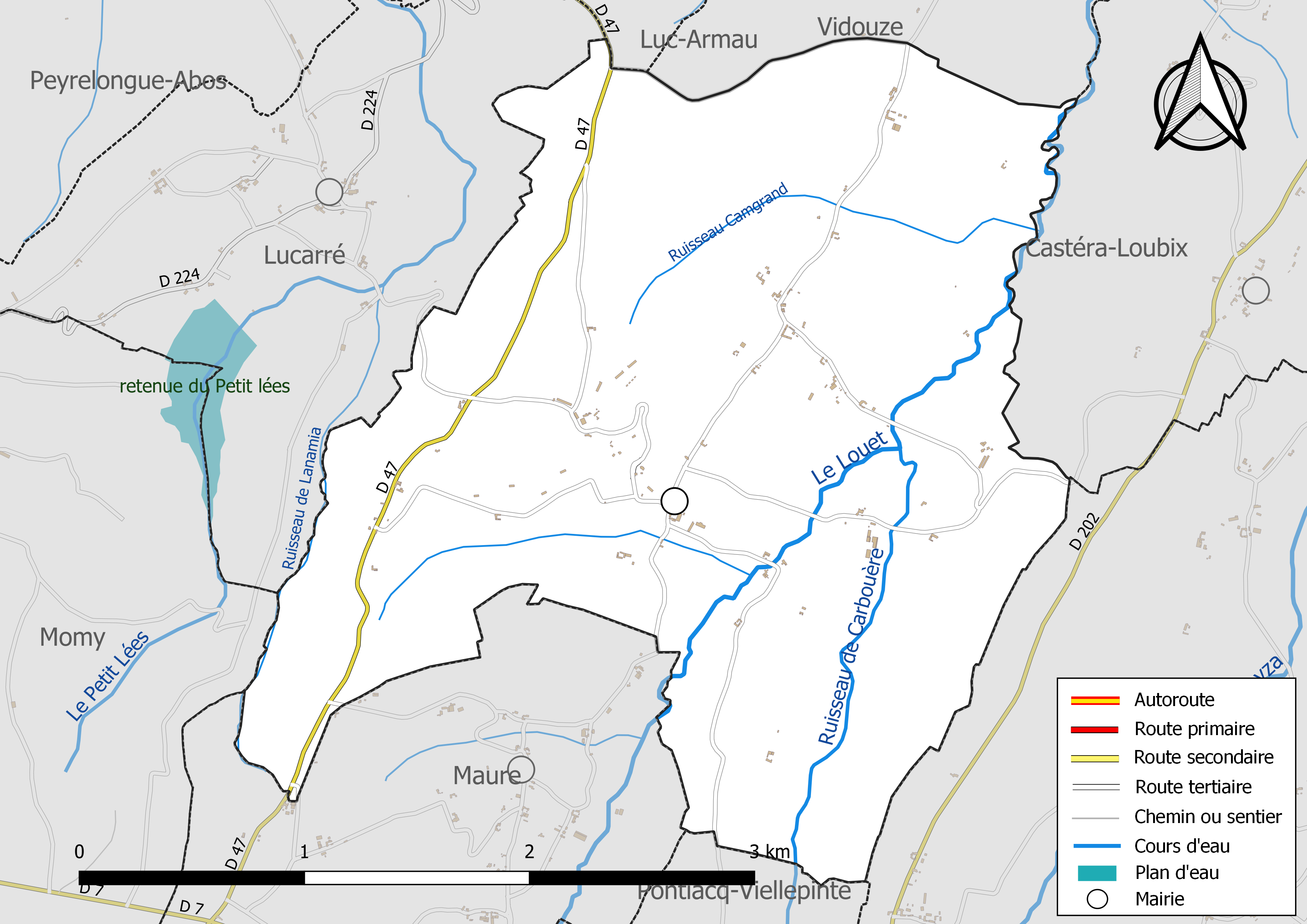
Réseaux hydrographique et routier de Bentayou-Sérée.

La commune est drainée par le Louet, le Carbouère, le ruisseau Camgrand, le ruisseau de Lanamia, et par divers petits cours d'eau, constituant un réseau hydrographique de 10 km de longueur totale,.
Le Louet, d'une longueur totale de 44,3 km, prend sa source dans la commune de Gardères et s'écoule du sud vers le nord. Il traverse la commune et se jette dans l'Adour à Castelnau-Rivière-Basse, après avoir traversé 22 communes.
Le Carbouère, d'une longueur totale de 17,3 km, prend sa source dans la commune de Ger et s'écoule du sud vers le nord. Il traverse la commune et se jette dans le Louet sur le territoire communal, après avoir traversé 10 communes.

### Climat
Pour des articles plus généraux, voir Climat de la Nouvelle-Aquitaine et Climat des Pyrénées-Atlantiques.
Historiquement, la commune est exposée à un climat de montagne.  
En 2020, Météo-France publie une typologie des climats de la France métropolitaine dans laquelle la commune est toujours exposée à un climat de montagne et est dans la région climatique Pyrénées atlantiques, caractérisée par une pluviométrie élevée (>1 200 mm/an) en toutes saisons, des hivers très doux (7,5 °C en plaine) et des vents faibles.
Pour la période 1971-2000, la température annuelle moyenne est de 13 °C, avec une amplitude thermique annuelle de 14,5 °C. Le cumul annuel moyen de précipitations est de 1 093 mm, avec 10,9 jours de précipitations en janvier et 7,9 jours en juillet. Pour la période 1991-2020, la température moyenne annuelle observée sur la station météorologique la plus proche, située sur la commune de Vic-en-Bigorre à 10 km à vol d'oiseau, est de 13,1 °C et le cumul annuel moyen de précipitations est de 937,3 mm,. Pour l'avenir, les paramètres climatiques de la commune estimés pour 2050 selon différents scénarios d'émission de gaz à effet de serre sont consultables sur un site dédié publié par Météo-France en novembre 2022.

### Milieux naturels et biodiversité
Aucun espace naturel présentant un intérêt patrimonial n'est recensé sur la commune dans l'inventaire national du patrimoine naturel,,.

## Urbanisme

### Typologie
Au 1er janvier 2024, Bentayou-Sérée est catégorisée commune rurale à habitat très dispersé, selon la nouvelle grille communale de densité à sept niveaux définie par l'Insee en 2022.
Elle est située hors unité urbaine. Par ailleurs la commune fait partie de l'aire d'attraction de Pau, dont elle est une commune de la couronne,. Cette aire, qui regroupe 227 communes, est catégorisée dans les aires de 200 000 à moins de 700 000 habitants,.

### Occupation des sols

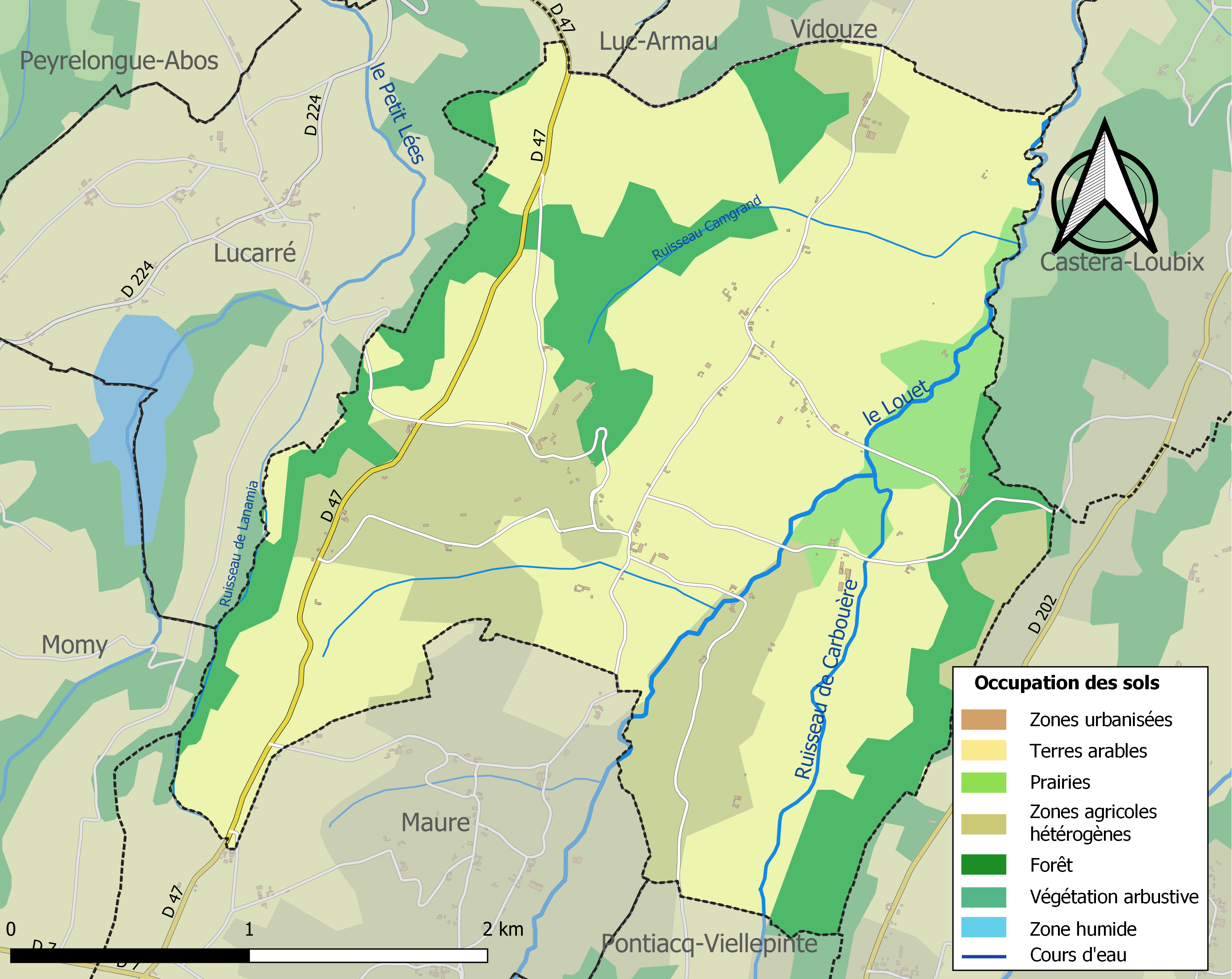
Carte des infrastructures et de l'occupation des sols de la commune en 2018 (CLC).

L'occupation des sols de la commune, telle qu'elle ressort de la base de données européenne d’occupation biophysique des sols Corine Land Cover (CLC), est marquée par l'importance des territoires agricoles (81,8 % en 2018), une proportion identique à celle de 1990 (81,8 %). La répartition détaillée en 2018 est la suivante : 
terres arables (58,5 %), zones agricoles hétérogènes (18,5 %), forêts (18,2 %), prairies (4,8 %). L'évolution de l’occupation des sols de la commune et de ses infrastructures peut être observée sur les différentes représentations cartographiques du territoire : la carte de Cassini (XVIIIe siècle), la carte d'état-major (1820-1866) et les cartes ou photos aériennes de l'IGN pour la période actuelle (1950 à aujourd'hui).

### Lieux-dits et hameaux
- Bellocq[6]
- Bentayou[6]
- Broucat[6]
- Bruscat[24],[25]
- Carrère[6]
- Crabé[6]
- Dousse[6],[25]
- Geuré[6]
- Grange Jolis[26]
- Habé[6],[25]
- Hourcade[6]
- Manaud[6]
- Mauhourat[6]
- Pédepau[6]
- Peyré[6]
- Poundet[6]
- Pouts[6]
- Prat[6]
- Régach[6]
- Roumigou[6]
- Rousseu[6]
- Saint-Jean[27],[25]
- Seignouret[6]
- Sérée[6]
- Souldat[6]
- Tendrou[6]
- Tougayé[6]
- Tugayé[6]

### Voies de communication et transports
La commune est desservie par les routes départementales 47 et 48.

### Risques majeurs
Le territoire de la commune de Bentayou-Sérée est vulnérable à différents aléas naturels : météorologiques (tempête, orage, neige, grand froid, canicule ou sécheresse), inondations et séisme (sismicité modérée). Il est également exposé à un risque technologique, la rupture d'un barrage. Un site publié par le BRGM permet d'évaluer simplement et rapidement les risques d'un bien localisé soit par son adresse soit par le numéro de sa parcelle.

#### Risques naturels
Certaines parties du territoire communal sont susceptibles d’être affectées par le risque d’inondation par une crue à  débordement lent de cours d'eau, notamment le ruisseau de Carbouère et le Louet. La commune a été reconnue en état de catastrophe naturelle au titre des dommages causés par les inondations et coulées de boue survenues en 1982, 2008 et 2009,.

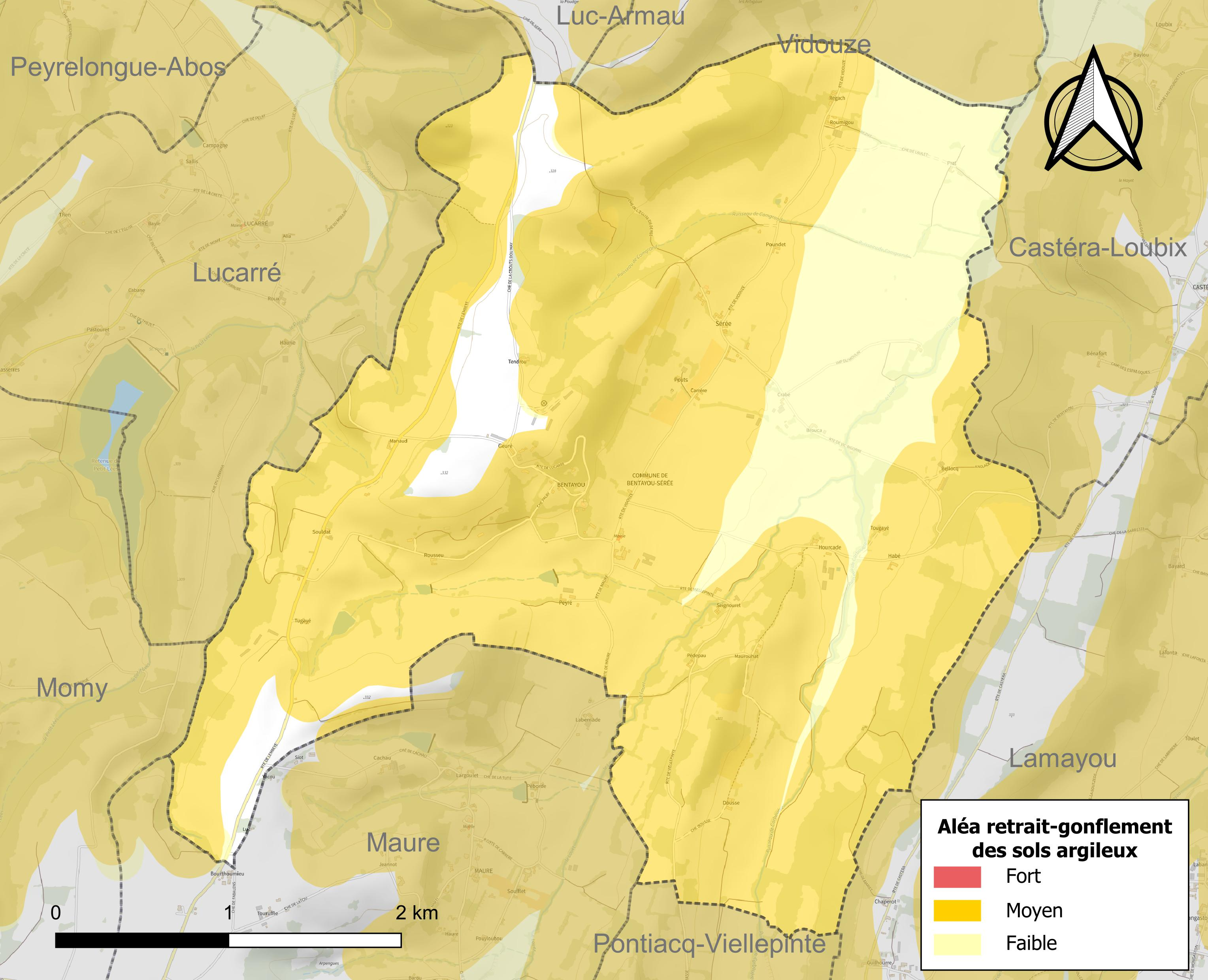
Carte des zones d'aléa retrait-gonflement des sols argileux de Bentayou-Sérée.

Le retrait-gonflement des sols argileux est susceptible d'engendrer des dommages importants aux bâtiments en cas d’alternance de périodes de sécheresse et de pluie. 77,8 % de la superficie communale est en aléa moyen ou fort (59 % au niveau départemental et 48,5 % au niveau national). Depuis le 1er octobre 2020, en application de la loi ELAN, différentes contraintes s'imposent aux vendeurs, maîtres d'ouvrages ou constructeurs de biens situés dans une zone classée en aléa moyen ou fort,.

#### Risque technologique
La commune est en outre située en aval de barrages de classe A. À ce titre elle est susceptible d’être touchée par l’onde de submersion consécutive à la rupture de cet ouvrage.

## Toponymie

### Bentayou et Sérée
Le toponyme Bentayou apparaît sous les formes 
Bentaio (XIIe siècle, cartulaire de Morlaàs), 
Bentayoo (1385, censier de Béarn), 
Ventayou, Bentanhou et Saint Jean de Bentayou (respectivement 1547, 1614 et 1675, réformation de Béarn) et 
Bentayon (1737, dénombrement de Maure).
Pour Michel Grosclaude, Bentayou provient probablement d'un mot gascon signifiant « lieu exposé au vent ».
Son nom béarnais est Ventajor-Serèr ou Bentayou-Serè.
Le toponyme Sérée, ancien village de Bentayou, apparaît sous les graphies
Sere et Sainte-Catherine de Séré (respectivement 1602 et 1675, réformation de Béarn) et 
Sercé (1801, Bulletin des lois).
Michel Grosclaude propose pour origine, le nom de personne et de métier gascon serèr, « sellier ».

### Autres toponymes
Le toponyme Bruscat, désignant une ferme, apparaît sous la forme Brusquat en 1615 (réformation de Béarn).
Dousse, noté Dosse en 1614 (réformation de Béarn), est un hameau de la commune.
Habé est le nom d'une ferme de la commune, déjà citée en 1614 (Haube) dans la réformation de Béarn.
Saint-Jean, ancien écart de Bentayou, est mentionné en 1682 (réformation de Béarn), tout comme les Tucoulets.

## Histoire
En 1385, Bentayou comptait vingt-huit feux et Sérée huit. Les deux communes dépendaient alors du bailliage de Montaner. Sérée s'est uni à Bentayou en 1845.

### Les Hospitaliers
Paul Raymond note que Bentayou était membre de la commanderie hospitalière de l'ordre de Saint-Jean de Jérusalem de Caubin et Morlaàs.

## Politique et administration
| Période                                  | Période  | Identité         | Étiquette | Qualité            |
| ---------------------------------------- | -------- | ---------------- | --------- | ------------------ |
| Les données manquantes sont à compléter. |          |                  |           |                    |
| 1989                                     | 2001     | Marc Teulé       |           |                    |
| 2001                                     | 2014     | Michel Pastouret | PS        | Conseiller général |
| 2014                                     | En cours | Jean-Paul Teulé  | SE        | Fonctionnaire      |

### Intercommunalité
Bentayou-Sérée fait partie de quatre structures intercommunales :
- le SIVOM du canton de Montaner ;
- le syndicat d’énergie des Pyrénées-Atlantiques ;
- le syndicat intercommunal à vocation scolaire du Palay ;
- le syndicat intercommunal d’alimentation en eau potable (SIAEP) du Vic-Bilh Montanérès.

## Population et société

### Démographie
Le gentilé est Bentayounais.
L'évolution du nombre d'habitants est connue à travers les recensements de la population effectués dans la commune depuis 1793. Pour les communes de moins de 10 000 habitants, une enquête de recensement portant sur toute la population est réalisée tous les cinq ans, les populations de référence des années intermédiaires étant quant à elles estimées par interpolation ou extrapolation. Pour la commune, le premier recensement exhaustif entrant dans le cadre du nouveau dispositif a été réalisé en 2006.

En 2022, la commune comptait 108 habitants, en évolution de −0,92 % par rapport à 2016 (Pyrénées-Atlantiques : +3,78 %, France hors Mayotte : +2,11 %).
| 1793 | 1800 | 1806 | 1821 | 1831 | 1836 | 1841 | 1846 | 1851 |
| ---- | ---- | ---- | ---- | ---- | ---- | ---- | ---- | ---- |
| 278  | 174  | 721  | 260  | 324  | 351  | 495  | 479  | 456  |

| 1856 | 1861 | 1866 | 1872 | 1876 | 1881 | 1886 | 1891 | 1896 |
| ---- | ---- | ---- | ---- | ---- | ---- | ---- | ---- | ---- |
| 450  | 433  | 404  | 383  | 340  | 359  | 320  | 304  | 305  |

| 1901 | 1906 | 1911 | 1921 | 1926 | 1931 | 1936 | 1946 | 1954 |
| ---- | ---- | ---- | ---- | ---- | ---- | ---- | ---- | ---- |
| 299  | 264  | 231  | 212  | 179  | 172  | 165  | 164  | 132  |

| 1962 | 1968 | 1975 | 1982 | 1990 | 1999 | 2006 | 2011 | 2016 |
| ---- | ---- | ---- | ---- | ---- | ---- | ---- | ---- | ---- |
| 110  | 104  | 110  | 103  | 110  | 97   | 110  | 109  | 109  |

| 2021 | 2022 | - | - | - | - | - | - | - |
| ---- | ---- | - | - | - | - | - | - | - |
| 108  | 108  | - | - | - | - | - | - | - |

De 1793 à 1836, la population indiquée ne reflète que celle de Bentayou, encore séparé de Sérée, dont la population durant cette même période est décrite ci-dessous.
| 1793 | 1800 | 1806 | 1821 | 1831 | 1836 |
| ---- | ---- | ---- | ---- | ---- | ---- |
| 136  | 107  | -    | 136  | 146  | 141  |

## Culture locale et patrimoine

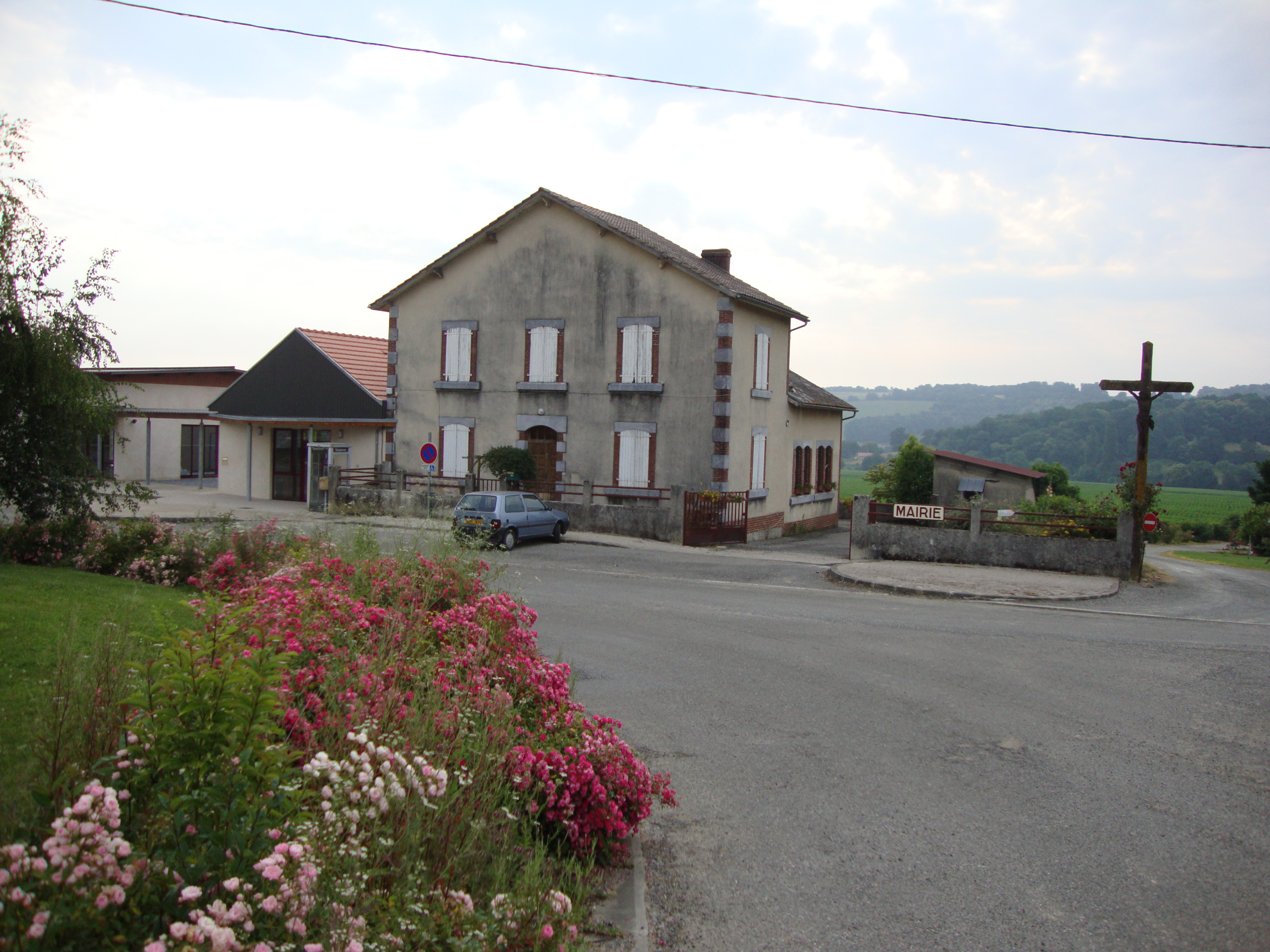
La mairie à Bentayou.
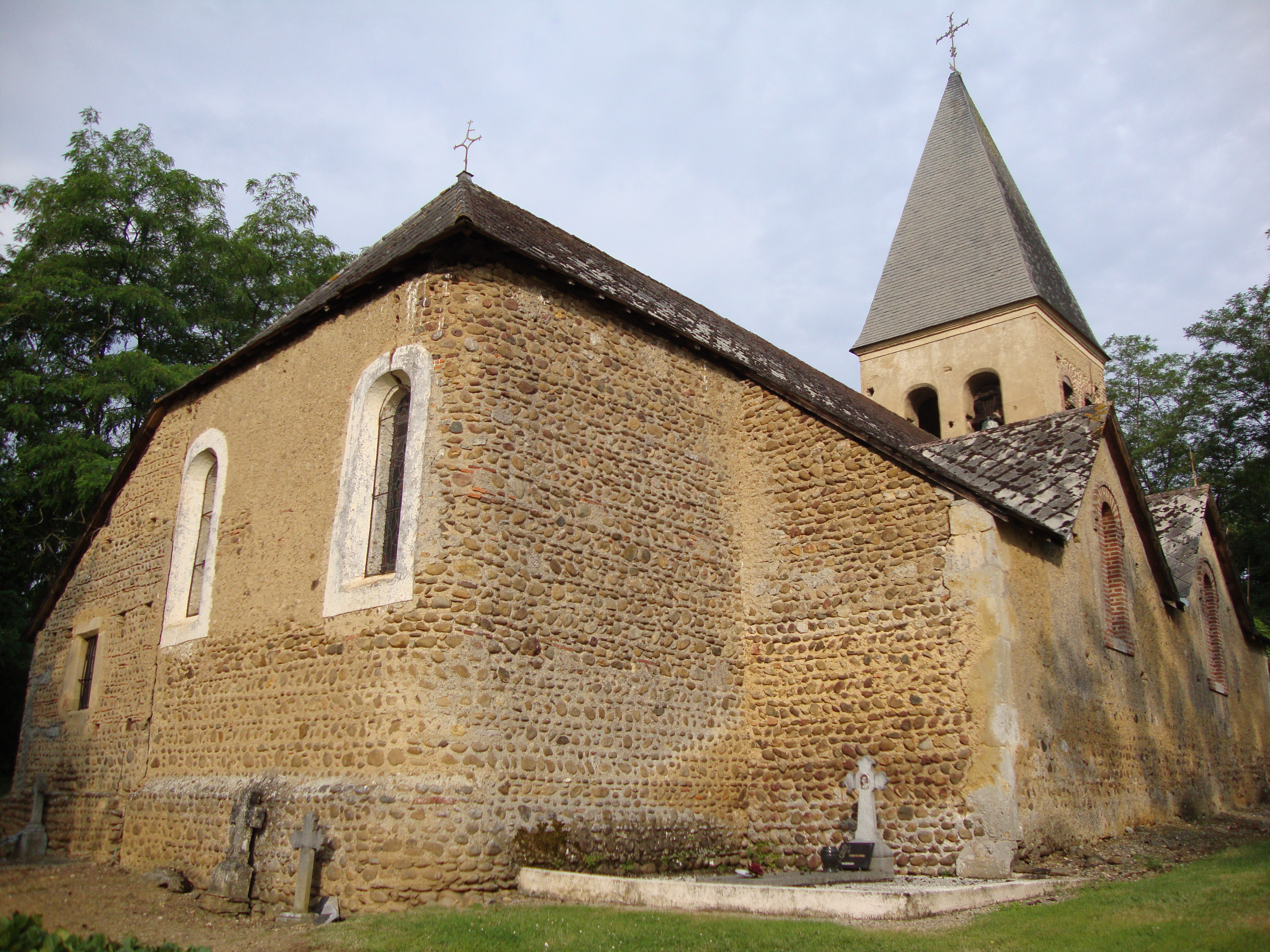
L'église de Bentayou côté chevet.
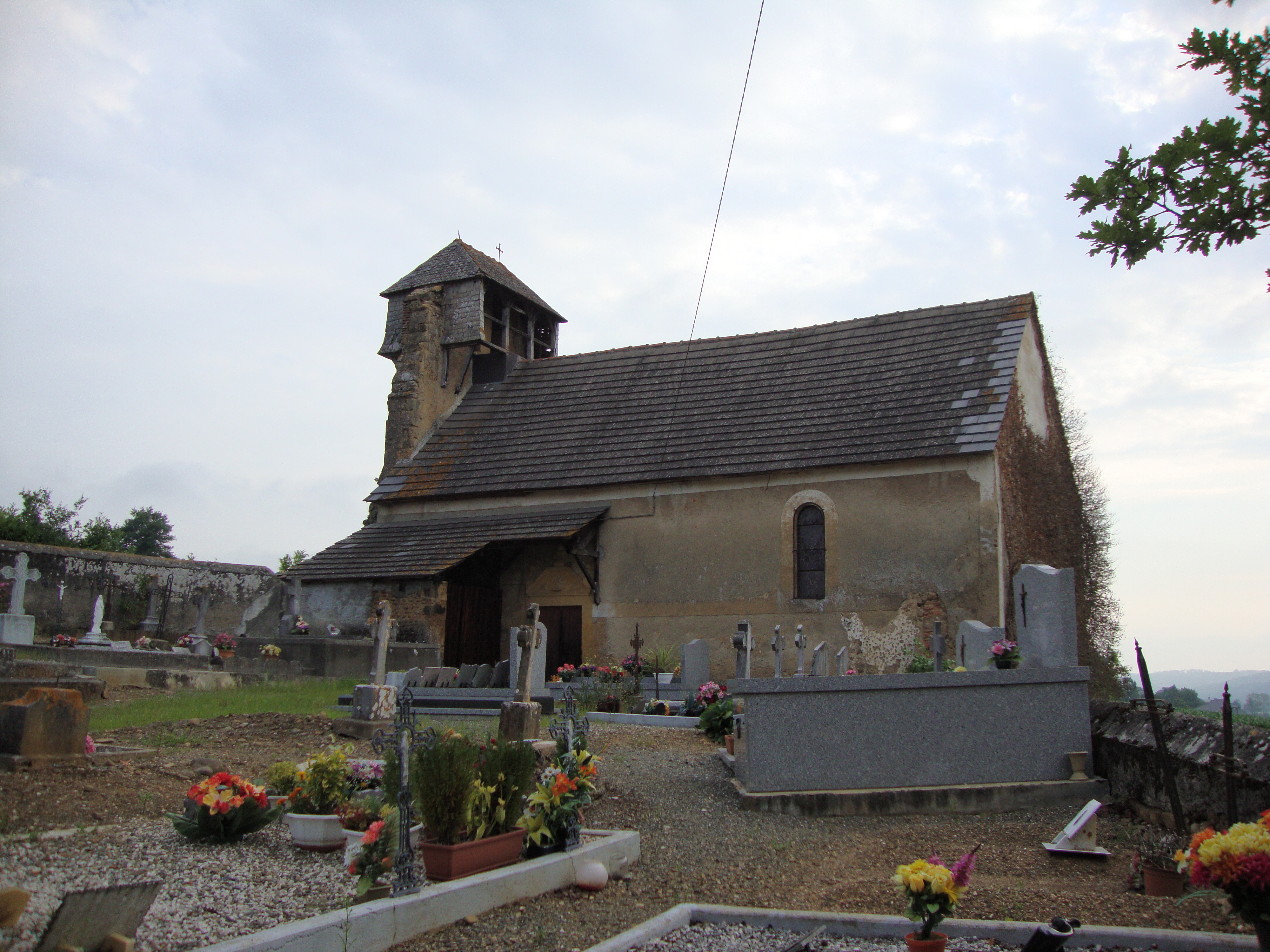
L'église de Sérée.
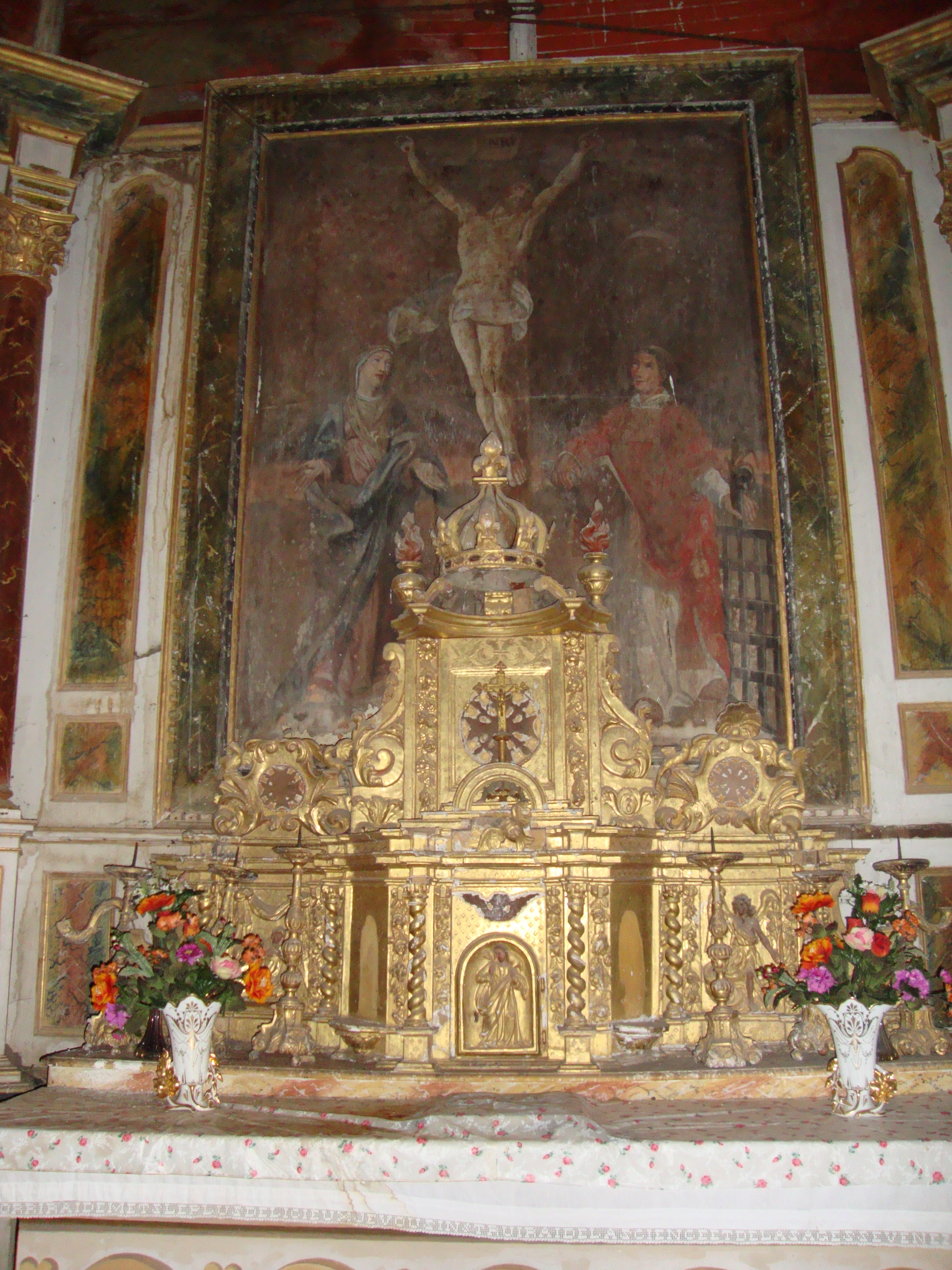
Retable de l'église de Sérée.

### Patrimoine civil
Les vestiges d'un ensemble fortifié du XIe siècle et d'un édifice fortifié du XIVe siècle témoignent du passé ancien de la commune.
Une ferme du XIXe siècle est visible au lieu-dit Bruscat. Une grange de la même époque est référencée au lieu-dit Grange Jolis. Ces maisons et fermes sont inscrites à l’Inventaire général du patrimoine culturel

### Patrimoine religieux
L'église Sainte-Catherine, à Bentayou, date partiellement du XIIe siècle. On y trouve un ensemble classé par le ministère de la Culture à titre d’objet.
À Sérée, l'église Saint-Laurent, quant à elle, date en partie du XVIIe siècle. Ces deux églises recèlent du mobilier,,,,,,,,,,,,,,,,,,,,,,,,,, 
des verrières, 
des bas-reliefs, 
des tableaux,, 
des statues,, et 
des objets,,,,,,,, inscrits à l'Inventaire général du patrimoine culturel.